# Gastrops flavipes
Gastrops flavipes är en tvåvingeart som beskrevs av Wirth 1958. Gastrops flavipes ingår i släktet Gastrops och familjen vattenflugor. Inga underarter finns listade i Catalogue of Life.